# Cree Cicchino (actriz)
Cree Cicchino (Queens, Nueva York; 9 de mayo de 2002), es una actriz estadounidense. Comenzó su carrera como actriz infantil interpretando a uno de los personajes principales, Babe Carano, en la serie de televisión de comedia de Nickelodeon Game Shakers (2015-2019). Luego interpretó a Marisol Fuentes en la serie de televisión de comedia de Netflix Mr. Iglesias (2019-2020), y Mim en la película de Netflix de 2020 The Sleepover.

## Biografía y carrera
Cree Cicchino nació el 9 de mayo de 2002 en Glendale, Queens, Nueva York. Sus padres son Chris y Lori Cicchino, y tiene una hermana gemela llamada Jayce. Es mitad ecuatoriana y mitad italiana. Cicchino comenzó a bailar a los 4 años, pero su madre la puso en clases de actuación a los 11 o 12 años, después de lo cual decidió que quería ser actriz.
En 2015, a los 13 años, Cicchino fue elegida para el papel principal de Babe Carano en la serie de comedia de televisión de Nickelodeon Game Shakers, que se emitió durante tres temporadas. En agosto de 2018, fue elegida para el papel de Marisol Fuentes en la serie de comedia de Netflix Mr. Iglesias, que debutó en 2019. En agosto de 2019, Cicchino fue elegida como Mim, la mejor amiga de Clancy, cuyos padres son secuestrados, en la película de Netflix The Sleepover, que se estrenó en agosto de 2020. En julio de 2021, Cicchino interpretó a Luisa Torres en la serie de televisión limitada de HBO Max And Just Like That..., basada en Sex and the City. En 2024 coprotagonizó la película Turtles All the Way Down.

## Filmografía
| Año           | Título                                         | Rol                              | Notas                                |
| ------------- | ---------------------------------------------- | -------------------------------- | ------------------------------------ |
| 2015-2019     | Game Shakers                                   | Babe Carano                      | Elenco principal                     |
| 2015          | Nickelodeon's Ultimate Halloween Costume Party | Ella misma/Anfitriona            | Especial de televisión               |
| 2015          | Nickelodeon's Ho Ho Holiday                    | Fred                             | Especial de televisión               |
| 2015-2017     | Whisker Haven                                  | Seashell (voz)                   | 4 episodios                          |
| 2016          | Nickelodeon's Ultimate Halloween Haunted House | Ella misma                       | Especial de televisión               |
| 2017          | Paradise Run                                   | Concursante; 3 episodios         |                                      |
| 2017          | Henry Danger                                   | Babe Carano                      | Crossover especial: «Danger Games»   |
| 2018          | Me, Myself & I                                 | Julia                            | Episodio: «There She Goes»           |
| 2018          | The Adventures of Kid Danger                   | Quinn (voz)                      | Episodio: «Mad Wax»                  |
| 2019-2020     | Mr. Iglesias                                   | Marisol Fuentes                  | Elenco principal                     |
| 2020          | The Sleepover                                  | Mim                              | Película de streaming                |
| 2021–presente | And Just Like That...                          | Luisa Torres                     | Personaje recurrente                 |
| 2022          | Stay Awake                                     | Melanie                          | Cine                                 |
| 2022          | Robot Chicken                                  | Bubbles / Nellie / Alice (voces) | Episodio: «May Cause a Squeakquel»   |
| 2022          | Big Sky                                        | Emily Arlen                      | Personaje recurrente[cita requerida] |
| 2024          | Turtles All the Way Down                       | Daisy Ramirez                    | Película de streaming                |

## Premios y nominaciones
| Año  | Premio         | Categoría                       | Título       | Resultado | Refs         |
| ---- | -------------- | ------------------------------- | ------------ | --------- | ------------ |
| 2017 | Premios Imagen | Mejor actriz joven - Televisión | Game Shakers | Nominada  | [ 6 ] [ 19 ] |
| 2018 | Premios Imagen | Mejor actriz joven - Televisión | Game Shakers | Nominada  | [ 6 ] [ 20 ] |